# Kimi no Tonari
«Kimi no Tonari» (君のとなり A tu lado?) es el sencillo n.º 14 de la cantante japonesa hitomi, lanzado al mercado el día 16 de junio del año 1999 bajo el sello avex trax.

## Detalles
Los tres temas presentes en este sencillo fueron incluidos al interior del álbum thermo plastic.
El tema fue originalmente producido por Tetsuya Komuro, pero para el lanzamiento del álbum de grandes éxitos SELF PORTRAIT este tema fue remasterizado, a una versión acústica.
La canción fue utilizado como tema principal del videojuego para la consola PlayStation llamado Persona 2: Tsumi, y tanto "WISH" como "MADE TO BE IN LOVE" fueron promocionados al interior del drama japonés "Romance" de la cadena Yomiuri.

## Canciones
1. Kimi no Tonari (君のとなり?)
2. WISH
3. MADE TO BE IN LOVE

- Datos: Q5959795